# Selección femenina de fútbol de Ecuador
La selección femenina de fútbol de Ecuador es el equipo representativo del país en las competiciones oficiales de fútbol femenino. Su organización está a cargo de la Federación Ecuatoriana de Fútbol, la cual es miembro de la Conmebol.

## Historia

### Copa Mundial Femenina de Fútbol 2015

#### Copa América Femenina
El camino a la Copa Mundial Femenina en Canadá comenzó con dos victorias ante Perú y Venezuela por 1 a 0, logrando como resultado que Ecuador clasifique al cuadrangular final, pese a perder 1 a 0 con Colombia y 2 a 1 con Uruguay, al cual eliminó por diferencia de goles. Ya en la fase final perdió 4 a 0 con Brasil, 2 a 1 con Colombia y remonto un 0 a 2 para terminar ganándole 3 a 2 a Argentina para jugar la repesca.

#### Repesca
Tras empatar 0 a 0 el duelo de ida ante Trinidad y Tobago en Quito, las ecuatorianas volvieron a desafiar los favoritismos, se impusieron como visitantes 1 a 0 en la revancha y lograron un hito inédito clasificando a su país por primera vez a una competición femenina de la FIFA.

#### Grupo C
| Equipo  | Pts | PJ | PG | PE | PP | GF | GC | Dif |
| ------- | --- | -- | -- | -- | -- | -- | -- | --- |
| Japón   | 9   | 3  | 3  | 0  | 0  | 4  | 1  | 3   |
| Camerún | 6   | 3  | 2  | 0  | 1  | 9  | 3  | 6   |
| Suiza   | 3   | 3  | 1  | 0  | 2  | 11 | 4  | 7   |
| Ecuador | 0   | 3  | 0  | 0  | 3  | 1  | 17 | -16 |

#### Primera Fase
| 8 de junio de 2015, 16:00 | Camerún                                                                                   | 6:0 (3:0) | Ecuador | Estadio BC Place, Vancouver                                 |                                                             |
| | Ngono Mani 34' · Enganamouit 36' 73' 90+4' (pen.) · Manie 44' (pen.) · Onguene 79' (pen.) | Reporte   |         | Asistencia: 25 942 espectadores Árbitro(s): Katalin Kulcsár | Asistencia: 25 942 espectadores Árbitro(s): Katalin Kulcsár |
| Madeleine Ngono Mani convierte el primer gol de Camerún en un mundial y la primera victoria de Camerún en un mundial femenino. |                                                                                           |           |         |                                                             |                                                             |

| 12 de junio de 2015, 16:00 | Suiza | 10:1 (2:0) | Ecuador          | Estadio BC Place, Vancouver |                       |
| | Ponce 24' (a.g.) 71' (a.g.) · Aigbogun 45+2' · Humm 47' 49' 52' · Bachmann 60' (pen.) 61' 81' · Moser 76' | Reporte    | Ponce 64' (pen.) | Árbitro(s): Rita Gani       | Árbitro(s): Rita Gani |
| Angie Ponce anota los dos primeros autogoles de Canadá 2015 y el primer gol de Ecuador en una Copa Mundial Femenina de la FIFA. Fabienne Humm marca la tripleta más rápida en una Copa Mundial Femenina de la FIFA. | |            |                  |                             |                       |

| 16 de junio de 2015, 16:00 | Ecuador | 0:1 (0:1) | Japón       | Estadio de Winnipeg, Winnipeg                              |                                                            |
|                            |         | Reporte   | Nagasato 5' | Asistencia: 14 522 espectadores Árbitro(s): Melissa Borjas | Asistencia: 14 522 espectadores Árbitro(s): Melissa Borjas |

#### Plantilla

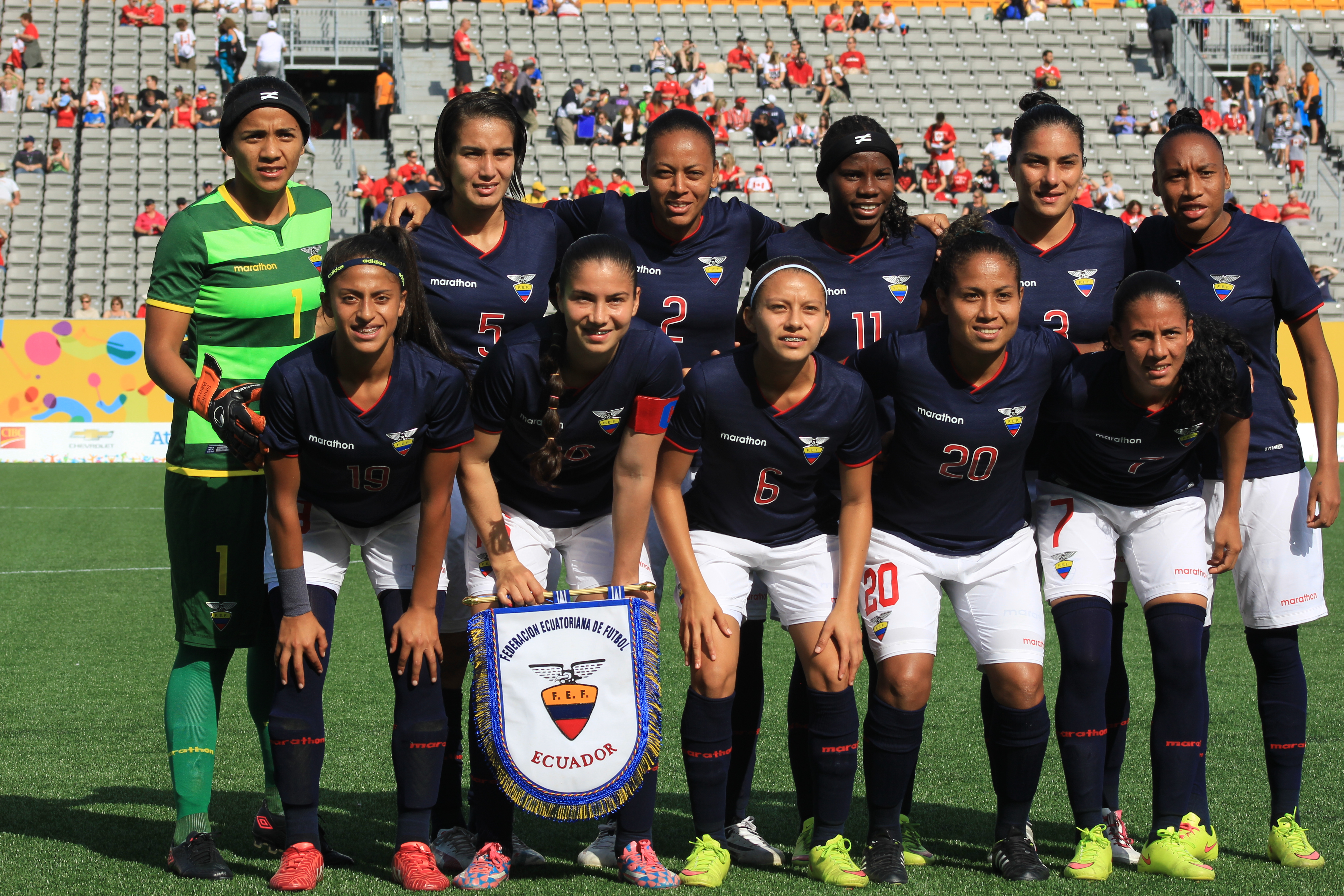
El combinado nacional durante los Juegos Panamericanos de 2015.

- Arqueras: Shirley Berruz, Irene Tobar y Andrea Vera.
- Defensas: Katherine Ortiz, Ligia Moreira, Nancy Aguilar, Merly Zambrano, Angie Ponce y Ingrid Rodríguez.
- Volantes: Madelin Riera, Kerly Real, Mayra Olvera, Erika Vásquez, Adriana Barre, Valeria Palacios, Mabel Velarde y Alexandra Salvador.
- Delanteras: Giannina Lattanzio, Carina Caicedo, Ámbar Torres, Mónica Quinteros, Andrea Pesantes y Mariela Jacome.
- Directora Técnica: Vanessa Arauz.

## Estadísticas

### Copa Mundial Femenina de Fútbol
| Edición | Resultado               | Posición                | PJ                      | PG                      | PE                      | PP                      | GF                      | GC                      |
| ------- | ----------------------- | ----------------------- | ----------------------- | ----------------------- | ----------------------- | ----------------------- | ----------------------- | ----------------------- |
| 1991    | No existía la selección | No existía la selección | No existía la selección | No existía la selección | No existía la selección | No existía la selección | No existía la selección | No existía la selección |
| 1995    | No clasificó            | No clasificó            | No clasificó            | No clasificó            | No clasificó            | No clasificó            | No clasificó            | No clasificó            |
| 1999    | No clasificó            | No clasificó            | No clasificó            | No clasificó            | No clasificó            | No clasificó            | No clasificó            | No clasificó            |
| 2003    | No clasificó            | No clasificó            | No clasificó            | No clasificó            | No clasificó            | No clasificó            | No clasificó            | No clasificó            |
| 2007    | No clasificó            | No clasificó            | No clasificó            | No clasificó            | No clasificó            | No clasificó            | No clasificó            | No clasificó            |
| 2011    | No clasificó            | No clasificó            | No clasificó            | No clasificó            | No clasificó            | No clasificó            | No clasificó            | No clasificó            |
| 2015    | Fase de grupos          | 24.º                    | 3                       | 0                       | 0                       | 3                       | 1                       | 17                      |
| 2019    | No clasificó            | No clasificó            | No clasificó            | No clasificó            | No clasificó            | No clasificó            | No clasificó            | No clasificó            |
| 2023    | No clasificó            | No clasificó            | No clasificó            | No clasificó            | No clasificó            | No clasificó            | No clasificó            | No clasificó            |
| 2027    | Por definir             | Por definir             | Por definir             | Por definir             | Por definir             | Por definir             | Por definir             | Por definir             |
| Total   | 1/9                     | 44.º                    | 3                       | 0                       | 0                       | 3                       | 1                       | 17                      |

### Copa América Femenina
| Edición | Resultado               | Posición                | PJ                      | PG                      | PE                      | PP                      | GF                      | GC                      | Goleadora                                |
| ------- | ----------------------- | ----------------------- | ----------------------- | ----------------------- | ----------------------- | ----------------------- | ----------------------- | ----------------------- | ---------------------------------------- |
| 1991    | No existía la selección | No existía la selección | No existía la selección | No existía la selección | No existía la selección | No existía la selección | No existía la selección | No existía la selección | No existía la selección                  |
| 1995    | Cuarto lugar            | 4.º                     | 4                       | 1                       | 1                       | 2                       | 9                       | 21                      | Ana Vera: 3                              |
| 1998    | Cuarto lugar            | 4.º                     | 6                       | 2                       | 2                       | 2                       | 14                      | 20                      |                                          |
| 2003    | Fase de grupos          | 5.º                     | 2                       | 1                       | 1                       | 0                       | 3                       | 1                       | Wendy Villón: 2                          |
| 2006    | Fase de grupos          | 5.º                     | 4                       | 1                       | 1                       | 2                       | 4                       | 5                       | Mabel Velarde: 3                         |
| 2010    | Fase de grupos          | 5.º                     | 4                       | 3                       | 0                       | 1                       | 8                       | 6                       | Mónica Quinteros: 3                      |
| 2014    | Tercer lugar            | 3.º                     | 7                       | 3                       | 0                       | 4                       | 7                       | 11                      | Giannina Lattanzio: 3                    |
| 2018    | Fase de grupos          | 10.º                    | 4                       | 0                       | 0                       | 4                       | 3                       | 16                      | E. Vásquez, I. Rodríguez y S. Fajardo: 1 |
| 2022    | Fase de grupos          | 7.º                     | 4                       | 1                       | 0                       | 3                       | 9                       | 7                       | M. Aguirre y N. Bolaños: 2               |
| 2025    | Fase de grupos          | 8.º                     | 4                       | 1                       | 1                       | 2                       | 6                       | 7                       | E. Arias y N. Bolaños: 2                 |
| Total   | 9/10                    | 6.º                     | 39                      | 13                      | 6                       | 20                      | 63                      | 94                      | G. Lattanzio y N. Bolaños: 4             |

### Juegos Panamericanos
| Edición | Resultado      | Posición     | PJ           | PG           | PE           | PP           | GF           | GC           | Goleadora               |
| ------- | -------------- | ------------ | ------------ | ------------ | ------------ | ------------ | ------------ | ------------ | ----------------------- |
| 1999    | No clasificó   | No clasificó | No clasificó | No clasificó | No clasificó | No clasificó | No clasificó | No clasificó | No clasificó            |
| 2003    | No clasificó   | No clasificó | No clasificó | No clasificó | No clasificó | No clasificó | No clasificó | No clasificó | No clasificó            |
| 2007    | Fase de grupos | 7.º          | 4            | 1            | 0            | 3            | 4            | 17           |                         |
| 2011    | No clasificó   | No clasificó | No clasificó | No clasificó | No clasificó | No clasificó | No clasificó | No clasificó | No clasificó            |
| 2015    | Fase de grupos | 7.º          | 3            | 1            | 0            | 2            | 5            | 12           | K. Real y L. Moreira: 2 |
| 2019    | No clasificó   | No clasificó | No clasificó | No clasificó | No clasificó | No clasificó | No clasificó | No clasificó | No clasificó            |
| 2023    | No clasificó   | No clasificó | No clasificó | No clasificó | No clasificó | No clasificó | No clasificó | No clasificó | No clasificó            |
| 2027    | No clasificó   | No clasificó | No clasificó | No clasificó | No clasificó | No clasificó | No clasificó | No clasificó | No clasificó            |
| Total   | 2/8            | 11.º         | 7            | 2            | 0            | 5            | 9            | 29           | K. Real y L. Moreira: 2 |

## Últimos partidos y próximos encuentros
Actualizado al último partido jugado el 24 de julio de 2025
| Fecha      | Ciudad      | Racha | Local      | Resultado | Visitante   | Competencia                                |
| ---------- | ----------- | ----- | ---------- | --------- | ----------- | ------------------------------------------ |
| 25-10-2024 | Quito       |       | Ecuador    | 1:1       | Chile       | Partido amistoso                           |
| 28-10-2024 | Quito       | No    | Ecuador    | 1:2       | Chile       | Partido amistoso                           |
| 19-02-2025 | Quito       | Sí    | Ecuador    | 4:1       | El Salvador | Partido amistoso                           |
| 22-02-2025 | Quito       | No    | Ecuador    | 2:3       | El Salvador | Partido amistoso                           |
| 05-04-2025 | Cartago     | Sí    | Costa Rica | 0:1       | Ecuador     | Partido amistoso                           |
| 08-04-2025 | Alajuela    |       | Costa Rica | 3:3       | Ecuador     | Partido amistoso                           |
| 30-05-2025 | Ypané       |       | Paraguay   | 0:0       | Ecuador     | Partido amistoso                           |
| 02-06-2025 | Asunción    | No    | Paraguay   | 2:0       | Ecuador     | Partido amistoso                           |
| 28-06-2025 | Quito       | Sí    | Ecuador    | 4:0       | Guatemala   | Partido amistoso                           |
| 01-07-2025 | Quito       | Sí    | Ecuador    | 1:0       | Guatemala   | Partido amistoso                           |
| 11-07-2025 | Quito       |       | Ecuador    | 2:2       | Uruguay     | Copa América Femenina 2025                 |
| 15-07-2025 | Quito       | Sí    | Perú       | 0:3       | Ecuador     | Copa América Femenina 2025                 |
| 21-07-2025 | Quito       | No    | Chile      | 2:1       | Ecuador     | Copa América Femenina 2025                 |
| 24-07-2025 | Quito       | No    | Ecuador    | 0:2       | Argentina   | Copa América Femenina 2025                 |
| 24-10-2025 | Por definir |       | Bolivia    | :         | Ecuador     | Liga de Naciones Femenina Conmebol 2025-26 |
| 28-10-2025 | Quito       |       | Ecuador    | :         | Colombia    | Liga de Naciones Femenina Conmebol 2025-26 |
| 28-11-2025 | Quito       |       | Ecuador    | :         | Venezuela   | Liga de Naciones Femenina Conmebol 2025-26 |
| 2-12-2025  | Montevideo  |       | Uruguay    | :         | Ecuador     | Liga de Naciones Femenina Conmebol 2025-26 |

## Jugadoras

### Última convocatoria
Lista de jugadoras convocadas para la Copa América 2025. Se incluye el club para el que jugaban en la temporada 2024-25.
| N.º | Nombre            | Posición      | Club                    |
| --- | ----------------- | ------------- | ----------------------- |
|     | Kathya Mendoza    | Portera       | Independiente del Valle |
|     | Andrea Morán      | Portera       | Ferro Carril Oeste      |
|     | Liceth Suárez     | Portera       | Liga de Quito           |
|     | Manoly Baquerizo  | Defensa       | Alavés Gloriosas        |
|     | Ligia Moreira     | Defensa       | Fundación Albacete      |
|     | Danna Pesántez    | Defensa       | Querétaro FC            |
|     | Kerlly Real       | Defensa       | Valencia CF             |
|     | Jessy Caicedo     | Defensa       | Club Ñañas              |
|     | Noemí Camacho     | Defensa       | Universidad Católica    |
|     | Nicole Charcopa   | Defensa       | Independiente del Valle |
|     | Justine Cuadra    | Defensa       | Barcelona SC            |
|     | Ariana Lomas      | Defensa       | Liga de Quito           |
|     | Fiorella Pico     | Defensa       | Independiente del Valle |
|     | Maylin Arreaga    | Mediocampista | Barcelona SC            |
|     | Stefany Cedeño    | Mediocampista | Atlético Nacional       |
|     | Joselyn Espinales | Mediocampista | Palmeiras               |
|     | Mayerli Rodríguez | Mediocampista | Independiente del Valle |
|     | Milagro Barahona  | Delantera     | Universidad Católica    |
|     | Evelyn Burgos     | Delantera     | Independiente del Valle |
|     | Rosa Flores       | Delantera     | Liga de Quito           |
|     | Emily Arias       | Delantera     | América Mineiro         |
|     | Nayely Bolaños    | Delantera     | Pumas UNAM              |
|     | Karen Flores      | Delantera     | Atlas FC                |
| DT  | Eduardo Moscoso   | Entrenador    |                         |

### Jugadoras que anotaron en mundiales de fútbol
| N.º                                       | Nac.               | Nombre      | Posición | Goles | Partidos | Mundiales disputados |
| ----------------------------------------- | ------------------ | ----------- | -------- | ----- | -------- | -------------------- |
| 1                                         | Bandera de Ecuador | Angie Ponce | Defensa  | 1     | 3        | 2015                 |
| Última actualización: 16 de junio de 2015 |                    |             |          |       |          |                      |

## Palmarés

### Selección mayor
| Competición           | Campeón | Subcampeón | Tercer puesto | Cuarto lugar    |
| --------------------- | ------- | ---------- | ------------- | --------------- |
| Copa América Femenina | —       | —          | 1 (2014)      | 2 (1995 y 1998) |
| Juegos Suramericanos  | —       | —          | —             | —               |

### Selección Mayor de futsal
| Competición                     | Campeón | Subcampeón | Tercer puesto | Cuarto lugar |
| ------------------------------- | ------- | ---------- | ------------- | ------------ |
| Copa América Femenina de Futsal | —       | 1 (2005)   | —             | —            |

### Selección Sub-20
| Competición                             | Campeón | Subcampeón | Tercer puesto |
| --------------------------------------- | ------- | ---------- | ------------- |
| Campeonato Sudamericano Femenino Sub-20 | —       | —          | 1 (2004)      |
| Juegos Suramericanos                    | —       | —          | 1 (2018)      |

### Selección Sub-17
| Competición                             | Campeón | Subcampeón | Tercer puesto |
| --------------------------------------- | ------- | ---------- | ------------- |
| Campeonato Sudamericano Femenino Sub-17 | —       | —          | 1 (2024)      |

## Entrenadores
| # | Entrenador        | Desde                   | Hasta               |
| - | ----------------- | ----------------------- | ------------------- |
| 1 | Garys Estupiñán   | 2003                    | 2007                |
| 2 | Juan Carlos Cerón | 2010                    | 2010                |
| 3 | Vanessa Arauz     | 2014                    | 2017                |
| 4 | Wendy Villón      | 11 de diciembre de 2017 | 2018                |
| 5 | Emily Lima        | 5 de diciembre de 2019  | 20 de julio de 2022 |
| 6 | Andrés Usme       | 10 de noviembre de 2022 | 2024                |